# Gandhara

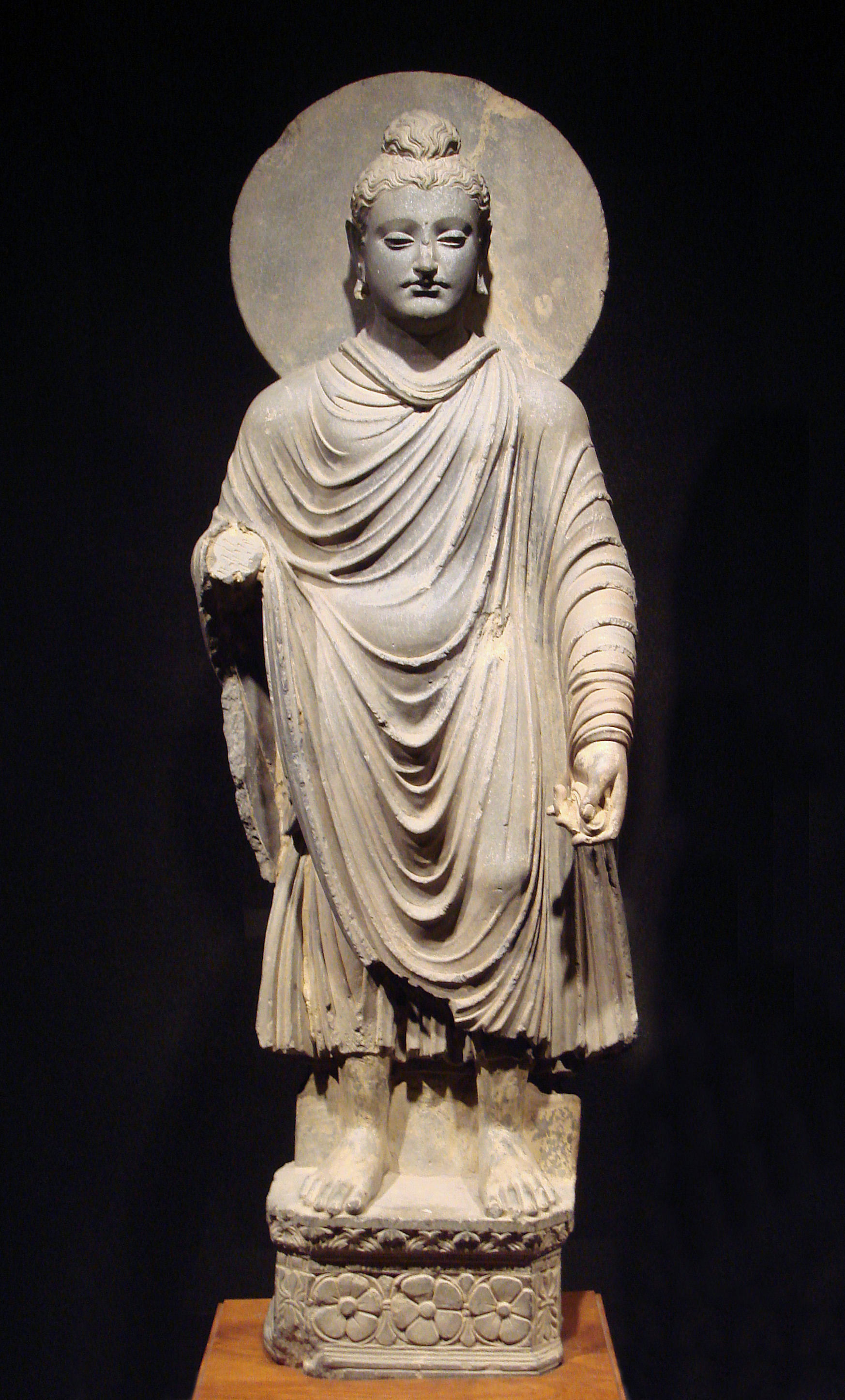
Stojący Budda

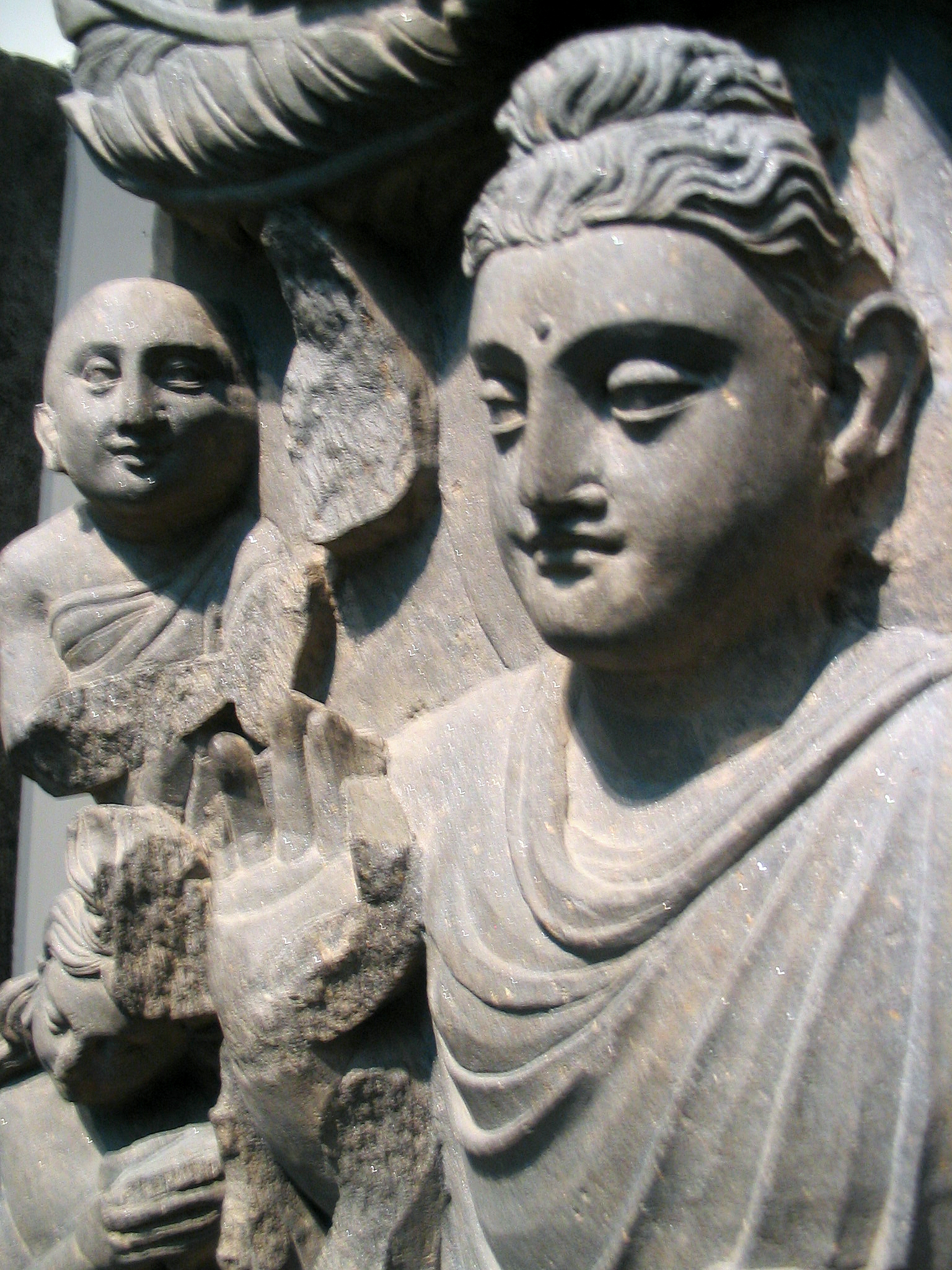
Scena z życia Buddy

Gandhāra (skt गन्धार; paszt. ګندهارا; chiń. Gantuoluo (乾陀羅 ); kor. Kantara (간다라); jap. Kantara (カンタラ); wiet. Càn-đà-la) – sanskrycka nazwa dawnego państwa położonego częściowo na terenach dzisiejszych Afganistanu i Pakistanu.
Rejon ten był twierdzą buddyzmu i odegrał ważną rolę w ewolucji doktryny mahajany. Pomiędzy II w. n.e a przełomem VI i VII w. n.e. rozwijała się na tych terenach sztuka buddyjska, zwłaszcza rzeźba, która łączyła tradycje stylów indyjskiego, irańskiego i grecko-rzymskiego Azji Mniejszej.
Pierwszy okres rozwoju przypada na czas, gdy Gandhara była częścią państwa Kuszanów (I-III w.). Najważniejszymi centrami były wówczas miasta Peszawar i Taksila. Po okresie panowania Sasanidów (od poł. III w.) sztuka Gandhary utrzymała swoją odrębność i nastąpiła druga faza rozkwitu, trwająca aż do V w. Głównym ośrodkiem stała się wówczas Hadda.
O ile w pierwszym okresie rozwoju budowle buddyjskie miały płaskorzeźbioną dekorację w kamieniu, tak w drugim okresie charakterystycznym materiałem rzeźb figuralnych był stiuk.
W połowie II w. styl Gandhary wprowadził do sztuki buddyjskiej postać Buddy, do tej pory właściwie niespotykaną w sztuce buddyjskiej. Było to ściśle związane z rozwijanym wówczas mahajanistycznym poglądem uważającym Buddę za ucieleśnienie absolutnej zasady istnienia i personifikację mądrości i współczucia. Większość postaci Buddy znajduje się na reliefach, które były z reguły ilustracjami do Dżatak. Pojawia się także jako jogin w doskonałym zrównoważeniu elementów fizycznych i duchowych. Dramatyczny efekt wywołują posągi Buddy z okresu jego ascezy, które przedstawiają go właściwie jako szkielet obciągnięty skórą.
Jedną z charakterystycznych cech tej sztuki była idealizacja przedstawienia ludzkich postaci. Można prześledzić rozwój postępującego uduchowienia i formalnej abstrakcji.
Sztuka Gandhary wypracowała także systematyczną symbologię; przedstawiane postacie mają ręce ułożone w mudrach, Budda ma charakterystyczne 32 znaki wielkiego człowieka (skt dvātrimṣadvara-lakṣana).
Zmiany stylu można prześledzić w sposobie potraktowania szat Buddy w rzeźbach. We wczesnej fazie szata była przedstawiana jako spokojny, płynny układ łagodnie potraktowanych fałd. Później mamy już dość zimny układ fałd, bardzo regularnych i pokrywających ciało Buddy ornamentalną siecią linii. W ostatnim etapie przedstawienie szaty jest zredukowane do wyrytych podwójnych linii.
W VI w. nastąpiły najazdy Heftalitów i państwo Kuszanów upadło, co osłabiło życie artystyczne tego regionu. Niemniej jednak buddyjskie ośrodki kulturowe utrzymywały się jeszcze w południowym Afganistanie aż do VIII w. Jak wspomina Xuanzang, który wędrował przez tereny Gandhary, buddyzm został tu zniszczony już w VII w.
Z licznych klasztorów – świadectwa jak buddyzm był głęboko zakorzeniony na tych terenach – pozostały tylko fundamenty. Poprzez Mathurę sztuka Gandhary wpłynęła na sztukę Indii w okresie panowania Guptów (IV-VI w.). Obszar Gandhary odegrał olbrzymią rolę w rozprzestrzenianiu się sztuki i ideologii buddyzmu na Azję Środkową i Chiny.

## Galeria

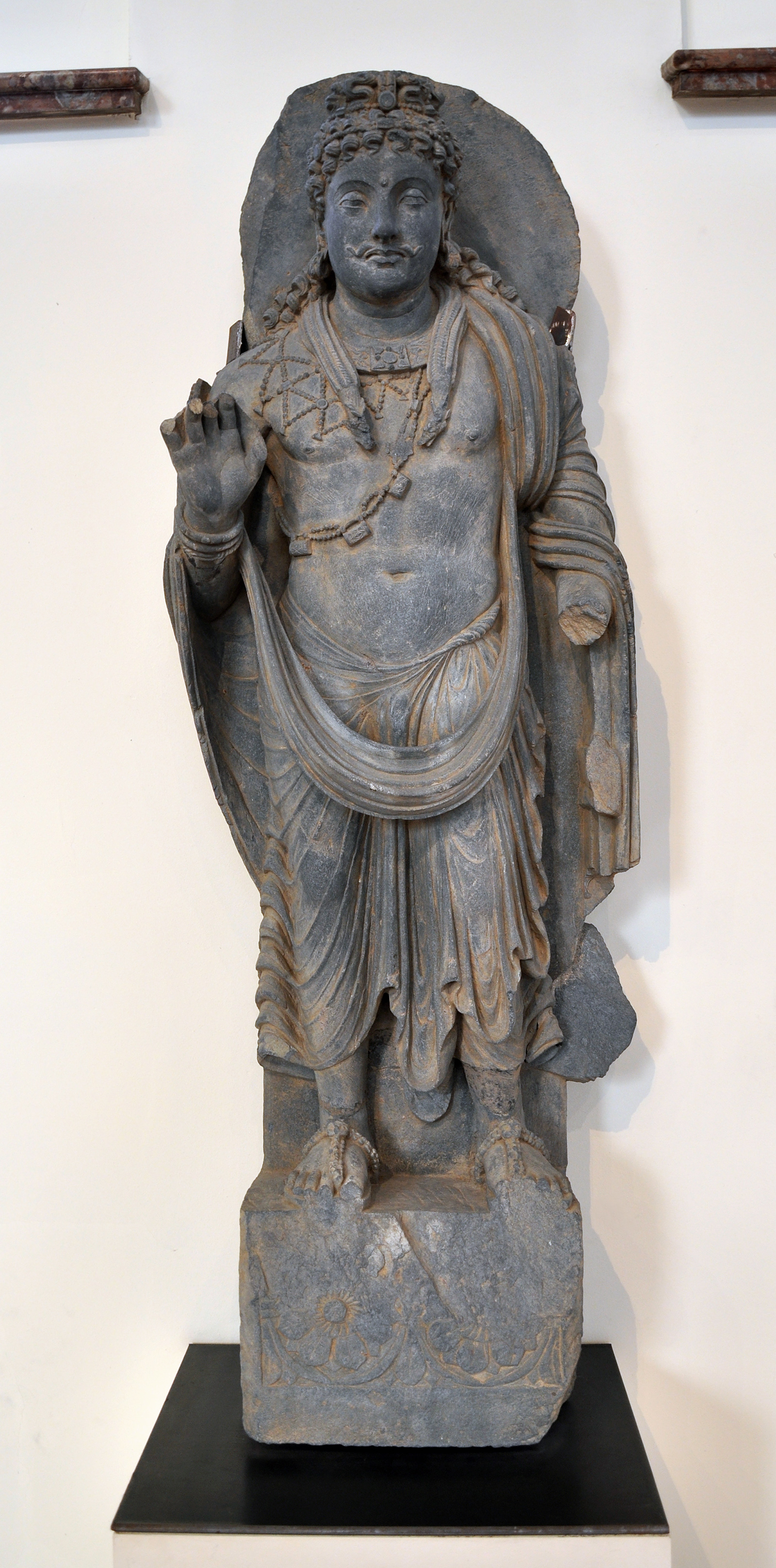
Bodhisattwa
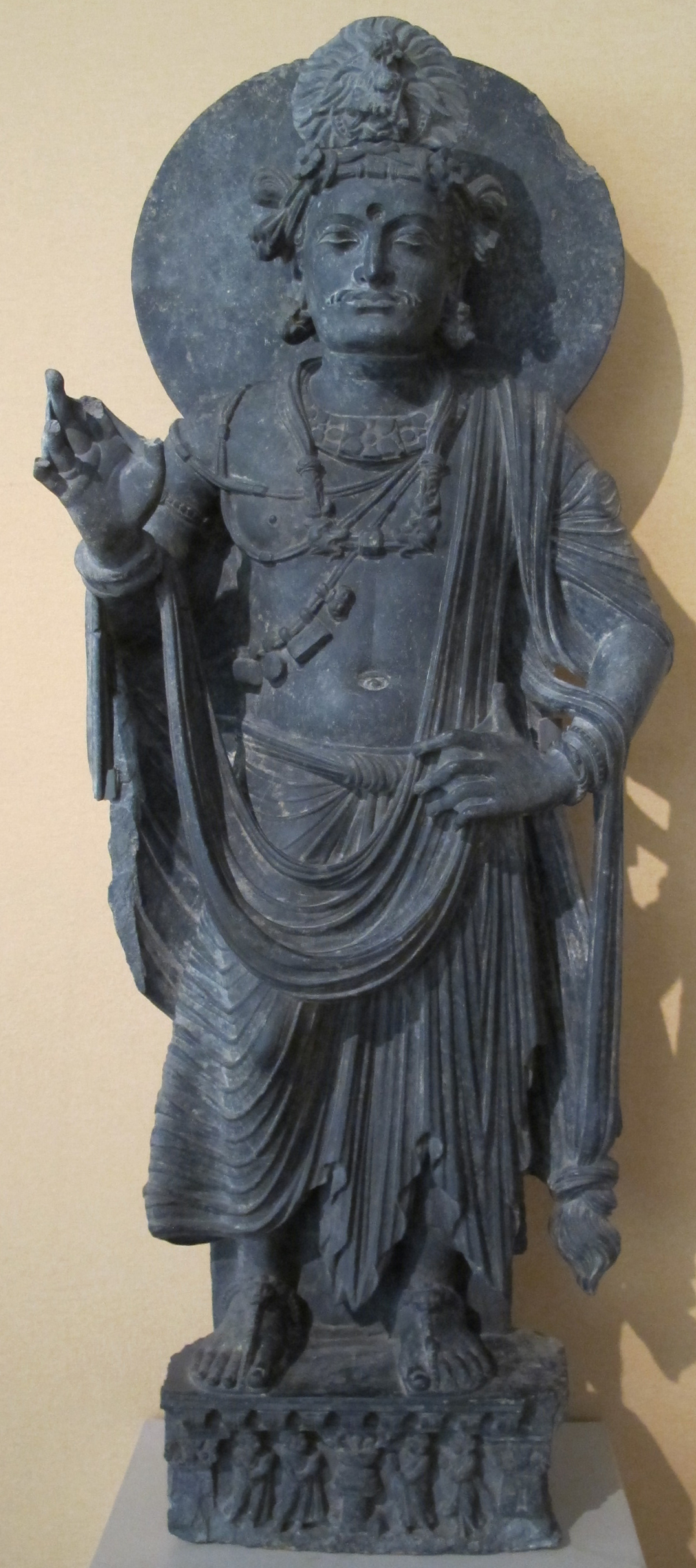
Bodhisattwa
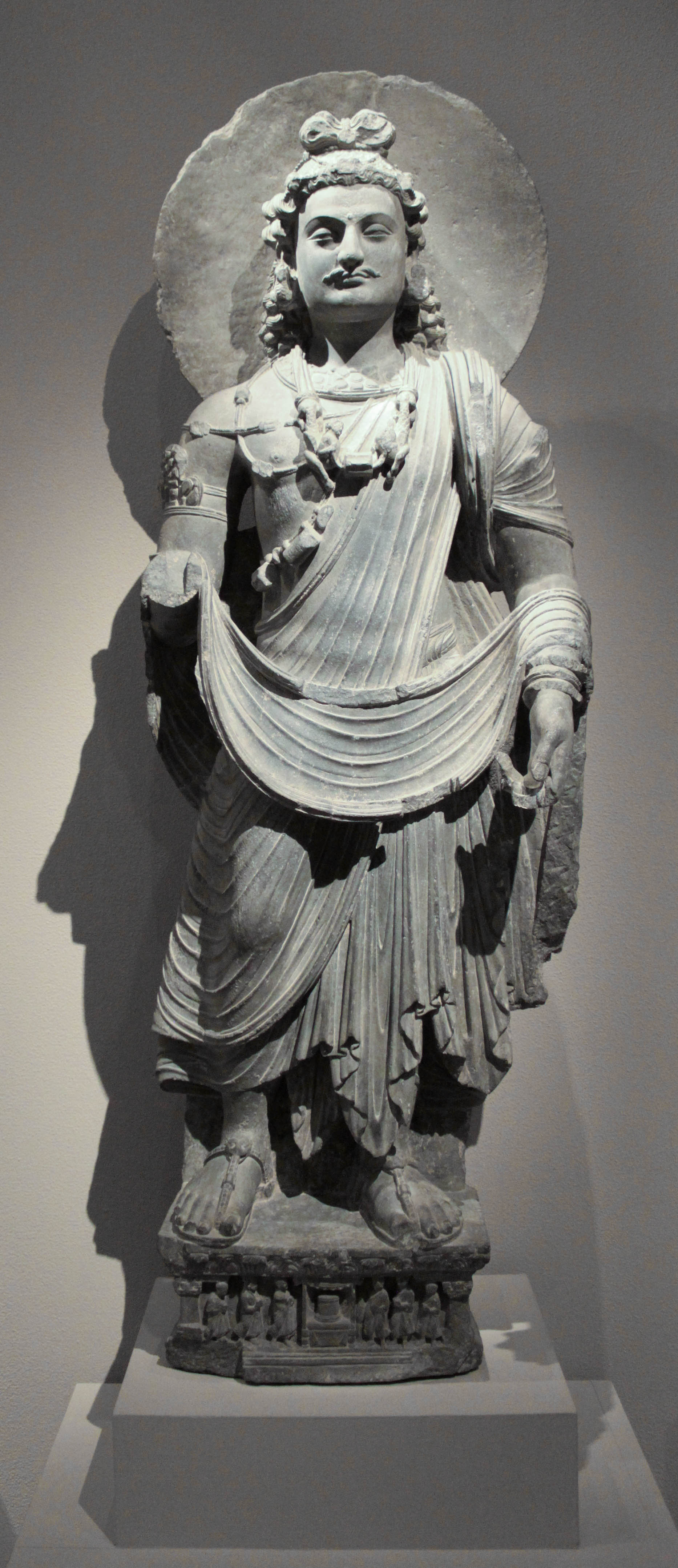
Bodhisattwa Maitreja
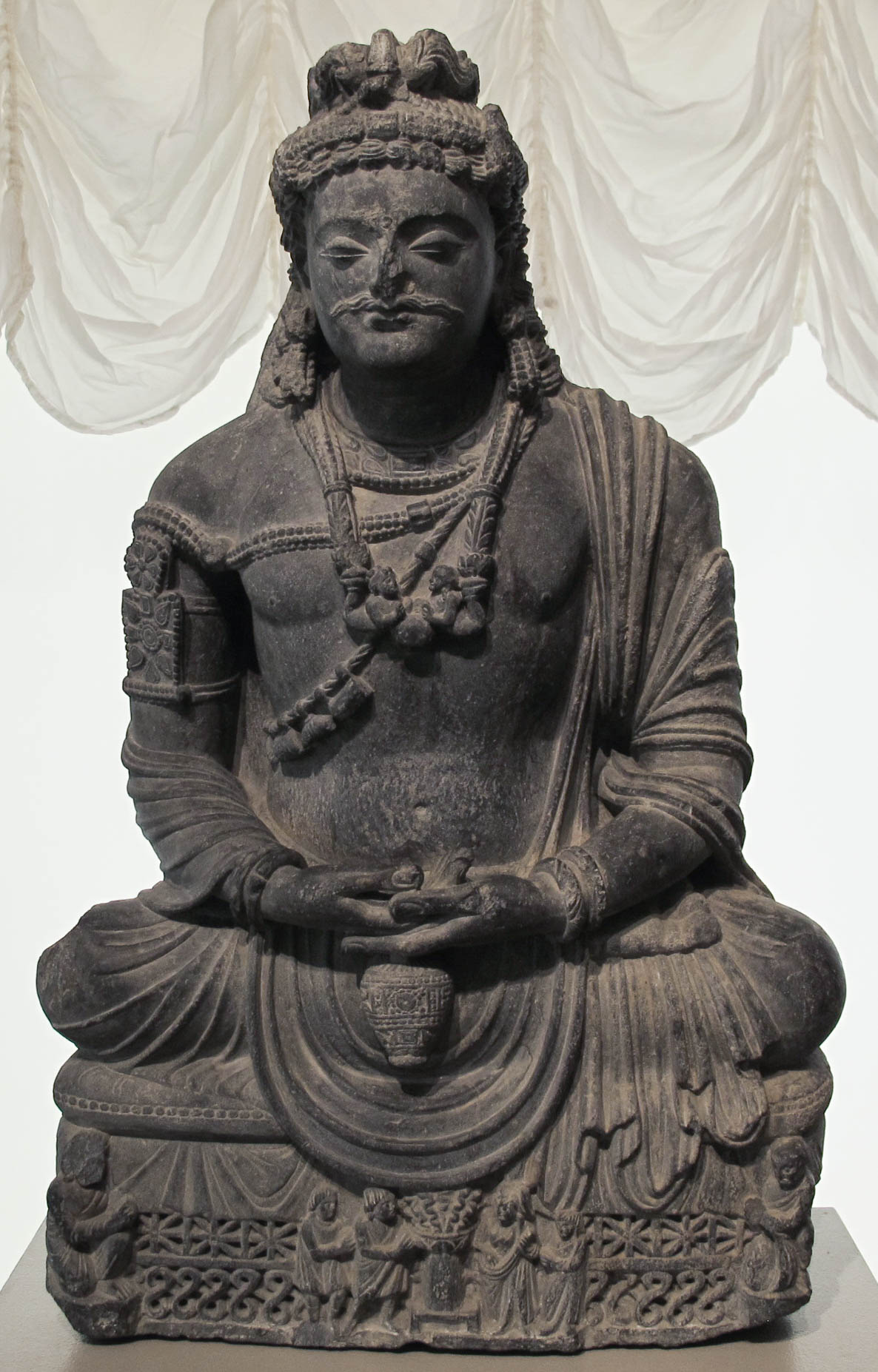
Maitreja
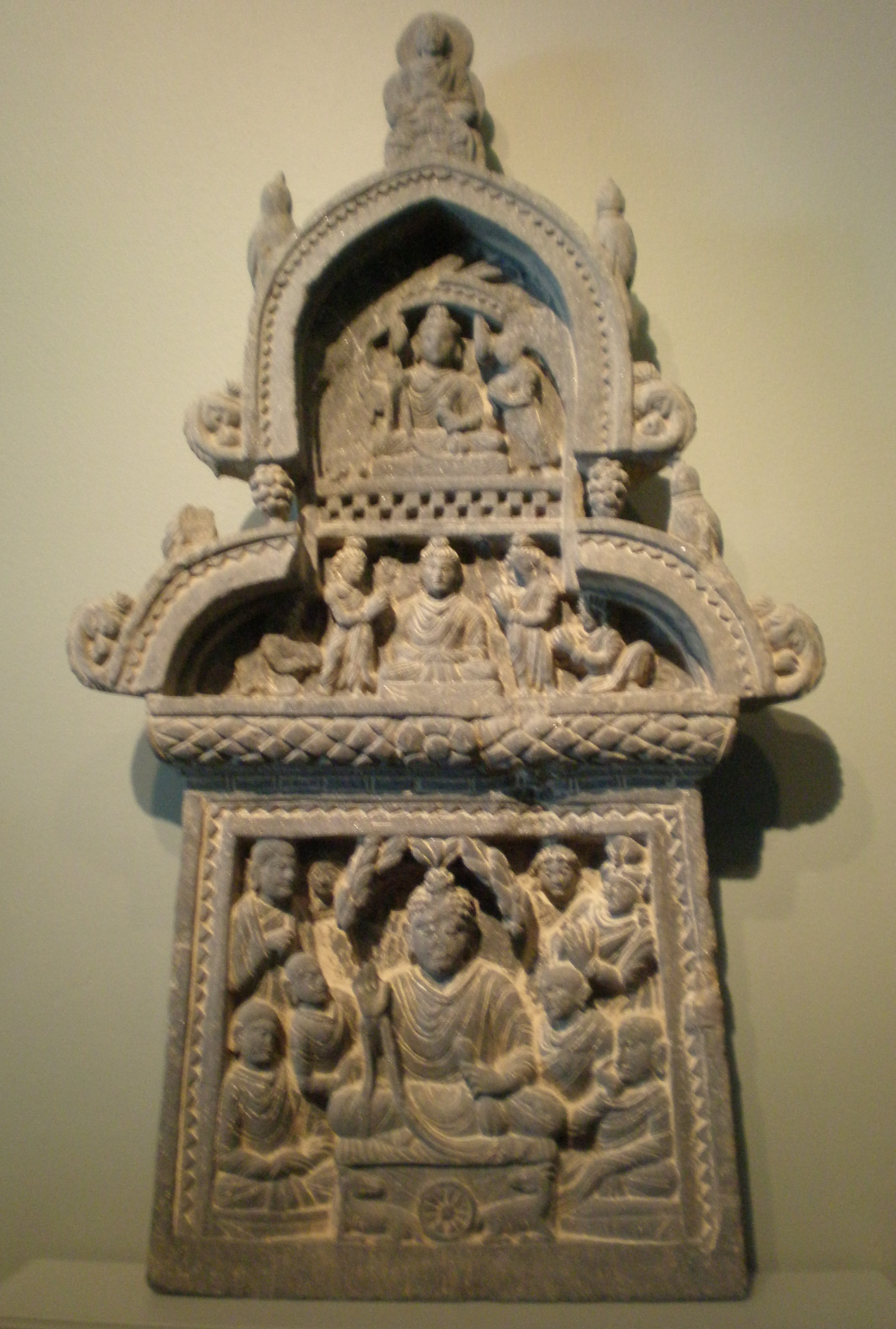
Pierwsze kazanie Buddy
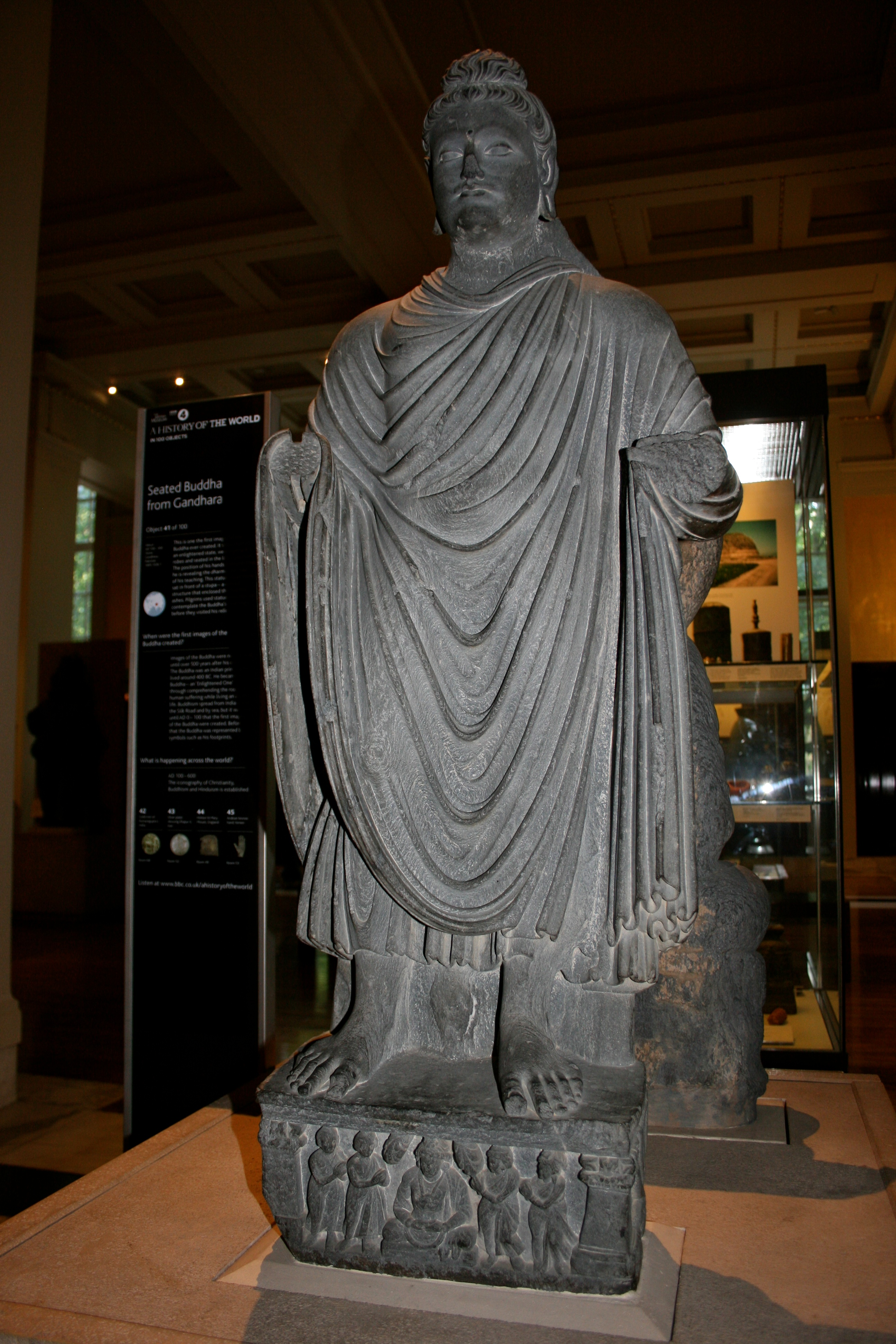
Budda
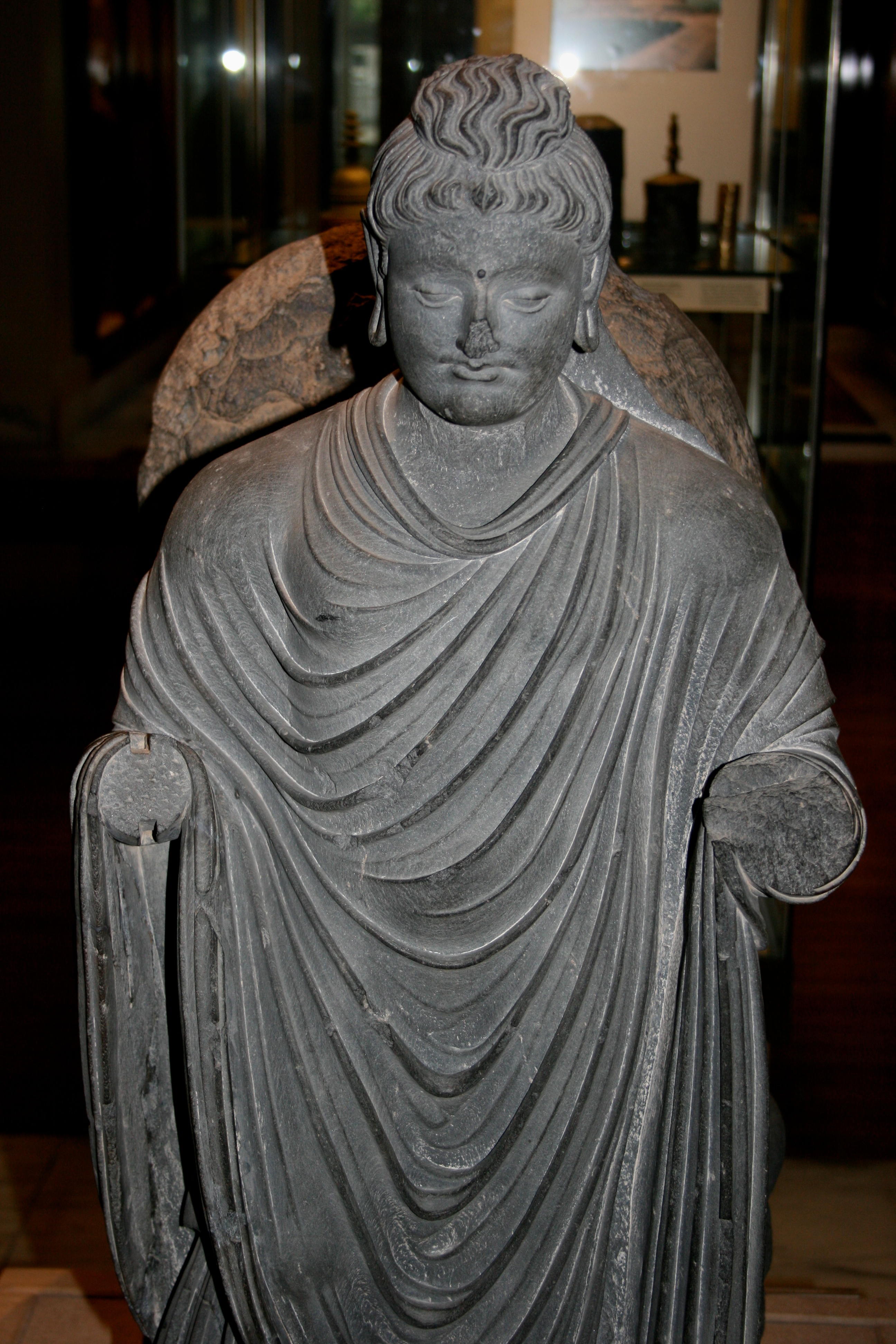
Budda
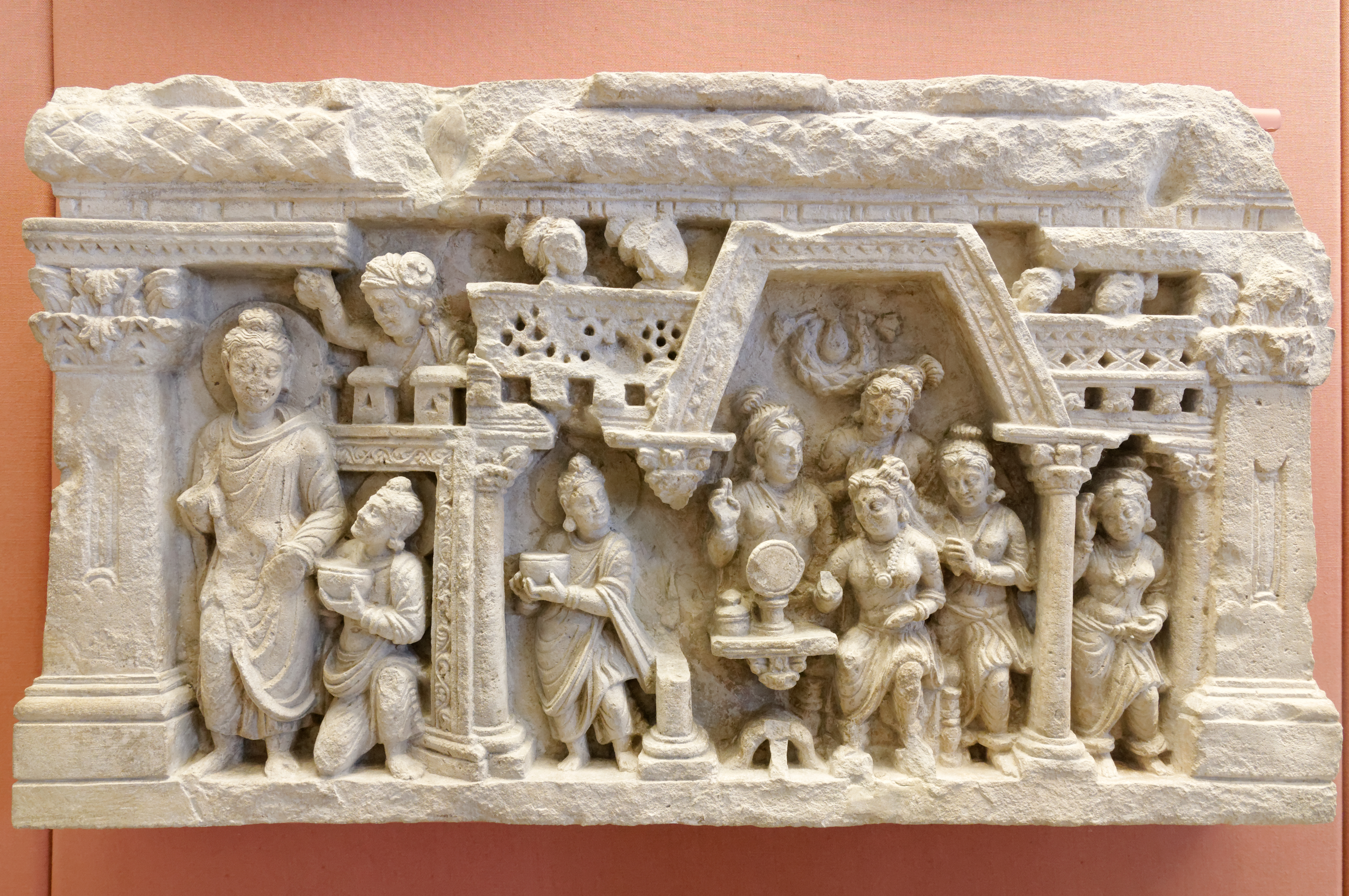
Nawrócenie Nandy
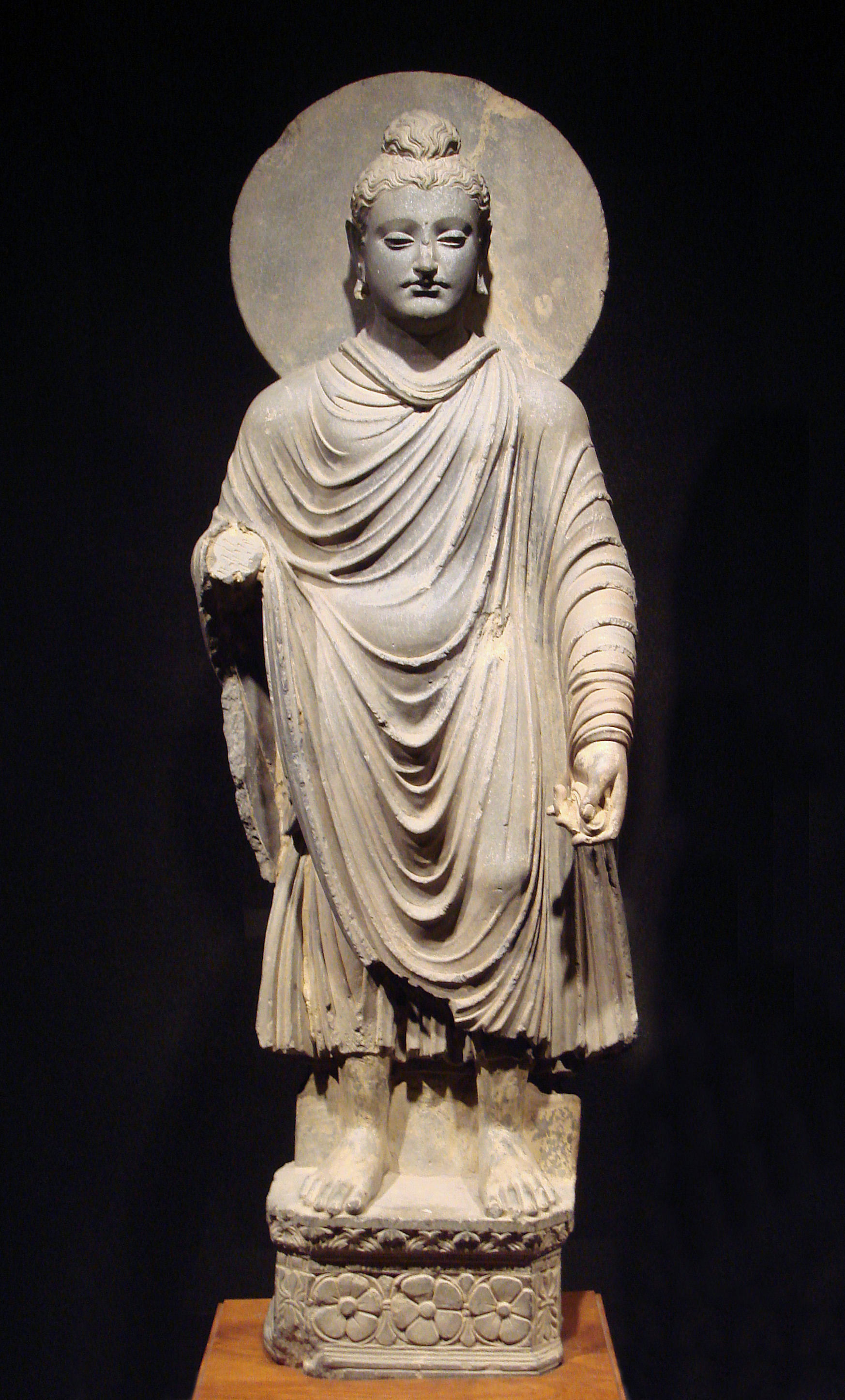
Budda
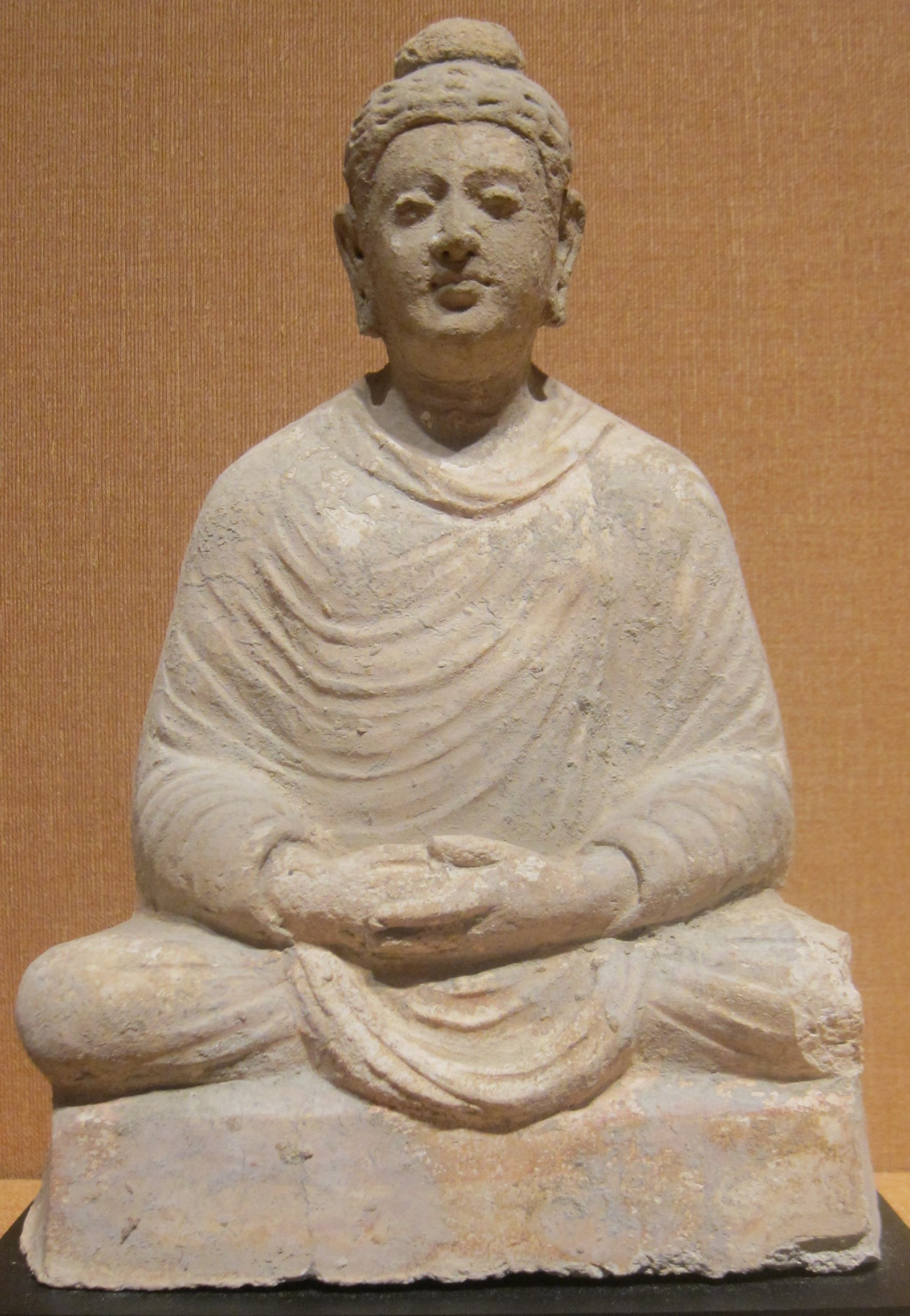
Budda medytujący
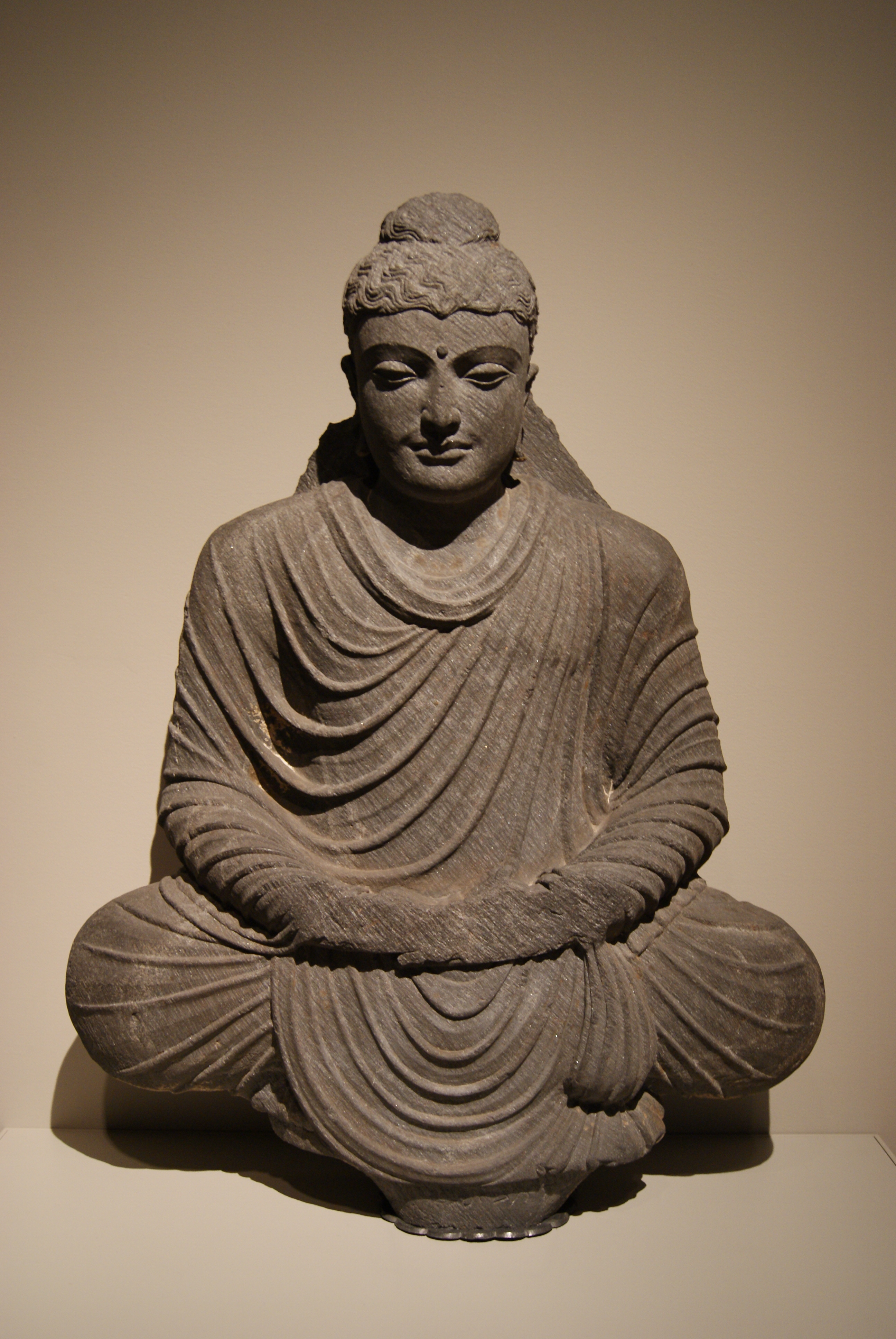
Budda medytujący